# Municipio de Washington (condado de DeKalb)
El municipio de Washington (en inglés: Washington Township) es un municipio ubicado en el condado de DeKalb en el estado estadounidense de Misuri. En el año 2010 tenía una población de 1844 habitantes y una densidad poblacional de 14,72 personas por km².

## Geografía
El municipio de Washington se encuentra ubicado en las coordenadas 39°47′40″N 94°31′35″O / 39.79444, -94.52639. Según la Oficina del Censo de los Estados Unidos, el municipio tiene una superficie total de 125.25 km², de la cual 124,01 km² corresponden a tierra firme y (0,98 %) 1,23 km² es agua.

## Demografía
Según el censo de 2010, había 1844 personas residiendo en el municipio de Washington. La densidad de población era de 14,72 hab./km². De los 1844 habitantes, el municipio de Washington estaba compuesto por el 98,1 % blancos, el 0,27 % eran afroamericanos, el 0,16 % eran amerindios, el 0,05 % eran isleños del Pacífico, el 0,43 % eran de otras razas y el 0,98 % eran de una mezcla de razas. Del total de la población el 1,68 % eran hispanos o latinos de cualquier raza.